# Драгоня Вас
Драгоня Вас (словен. Dragonja vas) — поселення в общині Кидричево, Подравський регіон‎, Словенія.